# 4-й отдельный гвардейский мотоциклетный полк
4-й отдельный гвардейский мотоциклетный Фокшанско-Мукденский ордена Александра Невского полк (сокращённо 4 гв. омцп) — мотоциклетный полк РККА, образованный формально 5 июня 1944 года на базе 92-й танковой бригады и находившийся в действующей армии до 3 сентября 1945 года. Участвовал в Ясско-Кишинёвской, Венской и Пражской операциях Великой Отечественной войны, а также в Маньчжурской операции советско-японской войны.

## Образование
Во время Великой Отечественной войны 4-й отдельный мотоциклетный полк формировался два раза. Полк 1-го формирования существовал с 22 июня по 6 июля 1941 года. Полк 2-го формирования был фактически образован в апреле 1944 года на базе 92-й танковой бригады, формальной датой образования полка считается 5 июня 1944 года. Он находился в составе действующей 6-й танковой армии с 5 июня по 12 сентября 1944 года.
Первым командиром полка был полковник Иван Яковлевич Воронов, командир 92-й танковой бригады, по имени которого и был создан полковой отличительный знак: ромб, разделённый поперечной чертой, буква «В» вверху (первая буква фамилии первого командира полка) и номер роты внизу по трафарету. Полк действовал во взаимодействии с танковыми частями 6-й танковой армии: он мог воевать за 150—180 км от остальных сил Красной армии, сковывая движения противника до подхода танковых частей, шедших за полком.

## Боевой путь

### Румыния
4-й отдельный мотоциклетный полк участвовал в Ясско-Кишинёвской операции, отличился в боях за города Бырлад и Фокшаны (15 сентября 1944 года приказом ВГК награждён почётным званием Фокшанский). 20 августа 6-я танковая армия ушла в прорыв без сопровождения армейской пехоты, штурмовики Ил-2 расчищали 6-й армии дорогу. В ходе наступления 4-й отдельный мотоциклетный полк дошёл с боями до Урзичени, где пролегала прямая дорога на Будапешт. Танковые части развернулись в направлении Плоешти, полк же двигался на запад.
23 августа 1944 года застава 4-го полка вышла к аэродрому у Бырлада и, воспользовавшись неразберихой среди немцев и румын, раздавила танками восемь самолётов. После подхода основных сил застава достигла центра города и захватила железнодорожную станцию, уничтожив два эшелона с боеприпасами и 39 машин. Взводом автоматчиков были взяты в плен начальник тыла дивизии и командир батальона, сам полк потерял один танк «Валентайн» и один мотоцикл. В ходе боя были захвачены одна самоходка и три исправных немецких танка, а также уничтожены одна самоходка и сожжены два танка типа «Пантера». Рота автоматчиков под прикрытием огня СУ-85 и танков захватила мост через реку Серет, потеряв 10 ранеными. Всего в ходе операции в Бырладе было уничтожено до 500 подвод, 39 автомашин, 3 орудия, четыре миномёта на конной тяге и около 150 солдат и офицеров. Были захвачены 20 исправных машин, цистерна с бензином и около 600 человек пленными.
В ходе августовских боёв командир полка полковник Воронов был дважды ранен. Пройдя Александрию, 31 августа 4-й отдельный мотоциклетный полк прошёл через Бухарест, затем вёл бои в горной местности в районе Сибиу, а затем двинулся на Венгрию через Трансильванские Альпы, где немцы оказывали упорное сопротивление. К венгерско-румынской границе полк пробивался с тяжёлыми боями при помощи 1-й румынской пехотной дивизии имени Тудора Владимиреску. В ходе ночной атаки на деревню Дертечне, в которой участвовал спешившийся мотоциклетный батальон полка и которой руководил капитан Воевода, немцы оказали ожесточённое сопротивление и вынудили батальон отступить.
Приказом НКО СССР от 12 сентября 1944 года и Директивой ГШ КА от 10 октября 1944 года 4-й отдельный мотоциклетный полк получил статус гвардейского. С октября 1944 года и до конца войны он числился в составе 2-го Украинского фронта (за исключением апреля 1945 года, когда входил в состав 3-го Украинского фронта).

### Венгрия, Австрия и Чехословакия
4-й отдельный гвардейский мотоциклетный полк участвовал в боях в Венгрии, Австрии и Чехословакии, в том числе принимал участие в Венской наступательной операции и боях за Прагу. По свидетельствам бойцов полка, венгры против них воевали «ничем не хуже германцев». Периодически солдаты полка захватывали в плен небольшие группы власовцев и передавали их далее «по инстанциям». По состоянию на начало декабря 1944 года полк входил в состав 5-го гвардейского танкового корпуса. С 1 по 4 декабря личный состав полка занимался боевой подготовкой, получив 4 декабря в 20:00 приказ сосредоточиться к 10 часам утра следующего дня в районе То-Алмаш.
В 7:00 полк выступил по маршруту Тапиоселе — Надьката — Сентмартонката — То-Алмаш, сосредоточившись на западной и юго-западной окрестностях То-Алмаш к 11 часам. 6 декабря в 12:00 полк выступил по маршруту То-Алмаш — Тура — Вершег — Кало-Ача — Фомие-Алшо-Ненц — Вац, намереваясь овладеть Вацем и наступать в южном направлении на Будапешт. В 21:20 он достиг перекрёстка дорог Асод — Хавтан в 4 км к северо-востоку от Туры. Из-за плохой дороги на участке Тура — Вершег автомашины буксировались танками, а мотоциклетный батальон спешился и в дальнейшем передвигался как спешенным порядком, так и десантом на танках. 8 декабря полк достиг Алшо-Пецн, а в 16:20 в 8 км к юго-западу от города Рад главные силы полка подверглись авианалёту, потеряв двух человек убитыми, штабной автобус, автомашину с имуществом связи и бронетранспортёр M3A1. Через 2 часа разведгруппа полка в 2 км к северу от населённого пункта Сёдлигет вступила в бой с засадой противника: они уничтожили до 20 человек и захватили два орудия, потеряв бронетранспортёр M3A1, четырёх человек убитыми и пятерых ранеными (в том числе ранен один офицер).
9 декабря полк участвовал в боях за овладение населёнными пунктами Сед и Сёдлигет, которые были взяты к 9 часам утра при участии спешившегося мотоциклетного батальона. В ходе этих боёв полком были уничтожены до 15 солдат и офицеров противника, захвачены шесть пленных и одно 75-мм орудие. В промежутке между 16 и 19 часами того же дня мотоциклетная рота и взвод танков танковой роты сражались за населённый пункт Мз-Илка, которым успешно овладели; в ходе боя были уничтожены до 20 солдат и офицеров противника и три 75-мм орудия, а сам полк потерял 2 человека убитыми и 10 человек ранеными (в том числе одного офицера). Полк держал там оборону 10 декабря, после чего перешёл в наступление, стремясь овладеть высотой 190: к 18:00 того же дня мотоциклетная рота и отделение сапёров овладели и высотой 190, и противотанковым рвом, уничтожив до 13 солдат противника, захватив 75-мм орудие и два станковых пулемёта (убит один сержант, ранены два солдата).
В течение последующей ночи и утра 11 декабря были отражены несколько контратак на высоту 190: уничтожено до 30 офицеров противника, подбит бронетранспортёр и самоходная установка; потеряно 2 человека убитыми и 5 ранеными. Вечером одна мотоциклетная рота, действуя с 21-й гвардейской танковой бригадой, завязала бои за овладение местечком Алаг, а две роты мотоциклетного батальона (МЦБ) с 22-й гвардейской танковой бригадой — за местечко Фот. В ходе этих боёв были уничтожены немецкий бронетранспортёр, два 75-мм орудия и пять машин с боеприпасами; полк потерял двух человек убитыми и 9 ранеными. В ночь с 11 на 12 декабря полк был выведен в местечко Сед, откуда в 10:00 выступил по маршруту Сед — Сёдлигет — Вац — Сендехем — Ретшаг — Терешке, сосредоточившись в 16:00 в районе Терешке. Известно, что в районе города Вац, находившегося в 18 км от Будапешта, патруль в составе бронетраспортёра и джипа Willys, обеспечивающего связь, проводил разведку вражеских позиций и попал в немецкую засаду. Из 14 человек, отправленных на разведку, погибли четверо, шестеро были ранены и отправлены в госпиталь города Сольник-на-Тисе.
После перевооружения полк получил приказ к утру 18 декабря выйти в район Плаштовце и Дудинце, занять оборону и обеспечить действия частей армии в западном направлении. Выдвижение началось 17 декабря в 19:00 по маршруту Терешке — Надьороси — Шахы — Горне-Туровце — Плаштовце — Дудинце. В 3 часа ночи 1-й группой полка под командованием капитана Бабина взята высота 249 в районе Горне-Туровце, после 10 часов утра отразила две контратаки противника на высоту. 2-я группа под командованием гвардии старшего лейтенанта Мелихова встретила сопротивление противника в районе развилки дорог (1 км к юго-западу от Дудинце) и приняла решение после артподготовки овладеть Гоковце, которое вместе с развилкой было взято утром 19 декабря в 8:30. В течение дня группа отражала атаки немцев на Гоковце и на высоту 249. В последующие дни личный состав полка занимал и удерживал оборону на разных участках фронта, в том числе на скатах высоты 249, в окрестностях Плаштовце, по скатам высот 340, 207 и 186; одновременно велась разведка в других направлениях.
Ночью 23 декабря автоматная рота при поддержке танков овладела местечком Томпа, однако утром немцы заняли Слатина, откуда их вытеснили только в конце дня усилиями группы полка (четыре танка и взвода пехоты), выступившей из Горне-Туровце. За сутки полк потерял 2 человек убитыми и 28 ранеными, разбив три станковых и два ручных пулемёта. Было убито до 150 солдат и офицеров противника, а также уничтожено 23 станковых и ручных пулемётов. Сдав оборону другим частям, на следующие сутки полк выступил по маршруту Горне-Туровце — Долне-Туровце — Томпа — Демандице для приведения техники и снаряжения в порядок. 26 декабря, после завершения соответствующих процедур, в 6:20 полк выдвинулся боевыми порядками по маршруту Демандице — Свалице — Сетих — Сакалош, заняв в 10:30 Сакалош. К 28 декабря полк держал оборону на восточной и юго-восточной окраинах местечка Сакалош: рота МЦБ со взводом танков и взводом станковых пулемётов охраняла оперативную группу штаба армии, неся эту службу и в Новый год.
6 января 1945 года полк получил новый приказ — сосредоточиться в районе Нана и наступать в направлении местечек Мужла, Карва и далее на Комарно вдоль Дуная.
Во время боёв в Венгрии и Австрии бойцами полка в качестве трофеев было захвачено немало продовольственных запасов (в том числе и алкоголя), а однажды роте удалось захватить немецкий склад с лётными пайками для офицеров люфтваффе. В Венгрии полк вёл упорные бои за город Цельдёмёльк, который советские войска занимали три раза. По состоянию на 6 апреля 1945 года полк вёл бои в Австрии, штаб полка находился в городе Трайскирхен. 17 мая 1945 года с формулировкой «за образцовое выполнение заданий командования в боях с немецкими захватчиками при овладении городом Вена и проявленные при этом доблесть и мужество» награждён орденом Александра Невского. В конце мая 1945 года полк находился в Вельцах, к юго-западу от Праги.

### Маньчжурия
После окончания Великой Отечественной войны личный состав 4-го отдельного гвардейского мотоциклетного полка был направлен в Польшу, а через месяц прибыл на станцию Соловьёвск на монгольскую границу, накануне войны с Японией. 5 августа 1945 года полк выдвинулся в поход в направлении Камцак-Булат, совершив переход через горы Большого Хингана, и 9 августа пересёк границу с Китайской Республикой, пройдя провинцию Чахар. Участвовал в Хингано-Мукденской наступательной операции, в середине осени выведен в СССР на станцию Отпор. В действующей армии находился до 3 сентября 1945 года. 20 сентября 1945 года полку было присвоено почётное наименование Фокшанско-Мукденский за участие в боях в Маньчжурии, а именно — за отличия в боях при прорыве Маньчжуро-Чжалайнурского и Халун-Аршанского укрепленных районов, форсировании горного хребта Большой Хинган и овладении городами Чанчунь, Мукден, Цицикар, Жэхэ, Дайрэн и Порт-Артур.

## Структура
4-й отдельный мотоциклетный полк был сформирован по штату № 010/433, в соответствии с которым в его состав входили:
- управление полка
- мотоциклетный батальон
- истребительно-противотанковый дивизион
- танковая рота
- миномётная рота
- пулемётная рота
- автомобильная рота
- обеспечение

Согласно воспоминаниям гвардии младшего лейтенанта РККА Михаила Абрамовича Старикова, служившего в составе 2-го взвода 4-го отдельного гвардейского мотоциклетного полка, полк состоял из следующих подразделений:
- мотоциклетный батальон[j]
- рота автоматчиков
- пулемётная рота
- артиллерийский дивизион самоходок СУ-57
- танковая рота
- отдельный сапёрный взвод
- связисты
- рота технического обслуживания
- медицинские подразделения
- хозяйственные подразделения
- штабные подразделения

По состоянию на август — сентябрь 1944 года (дни Ясско-Кишенёвской операции) в состав полка входили следующие подразделения:

## Командование

### Командиры полка
- 1 апреля — 12 сентября 1944: полковник Воронов Иван Яковлевич[2]
- январь, апрель, август 1945: гвардии подполковник Савельев Василий Фёдорович[8][11][9]

### Начальники штаба
- гвардии майор (позже полковник) Катрич Василий Григорьевич[9][12]

### Начальники политотдела
- август 1945: гвардии майор Ворошилов Василий Макарович[8][13]

## Личный состав
По штату № 010/433 численность мотоциклетного полка насчитывала 1188 человек. Боевой состав полка на 15—16 декабря 1944 года насчитывал 400 активных штыков. Известны следующие лица, занимавшие командные должности в составе 4-го отдельного гвардейского мотоциклетного полка:
- Владимир Чичканов, командир 1-го взвода
- Паленый, уполномоченный СМЕРШ
- Новосельцев, ПНШ-4
- капитан Белавин, помощник начальника штаба по разведке
- капитан Бабин, помощник начальника штаба по оперативной работе
- Кашин, дежурный по штабу полка
- замполиты полка — майор Модзалевский, Ворошилов
- командиры роты автоматчиков — Левин, Люков, Писаренко, капитан Трубочистов

По оценке гвардии младшего лейтенанта Старикова, подразделения за один год войны потеряли около 40% от состава лета 1944 года. В штабе полка служили три девушки: одна из них погибла во время авианалёта, другая была тяжело ранена. В качестве пополнения в личный состав полка отправляли преимущественно солдат славянских национальностей, никогда не проживавших на оккупированной территории. В то же время во взводе Старикова служило несколько узбеков и татар, а также был некто Рязанов, который во время немецкой оккупации был полицаем, но перешёл обратно на сторону Красной Армии и «искупил свою вину героизмом».

## Вооружение и техника

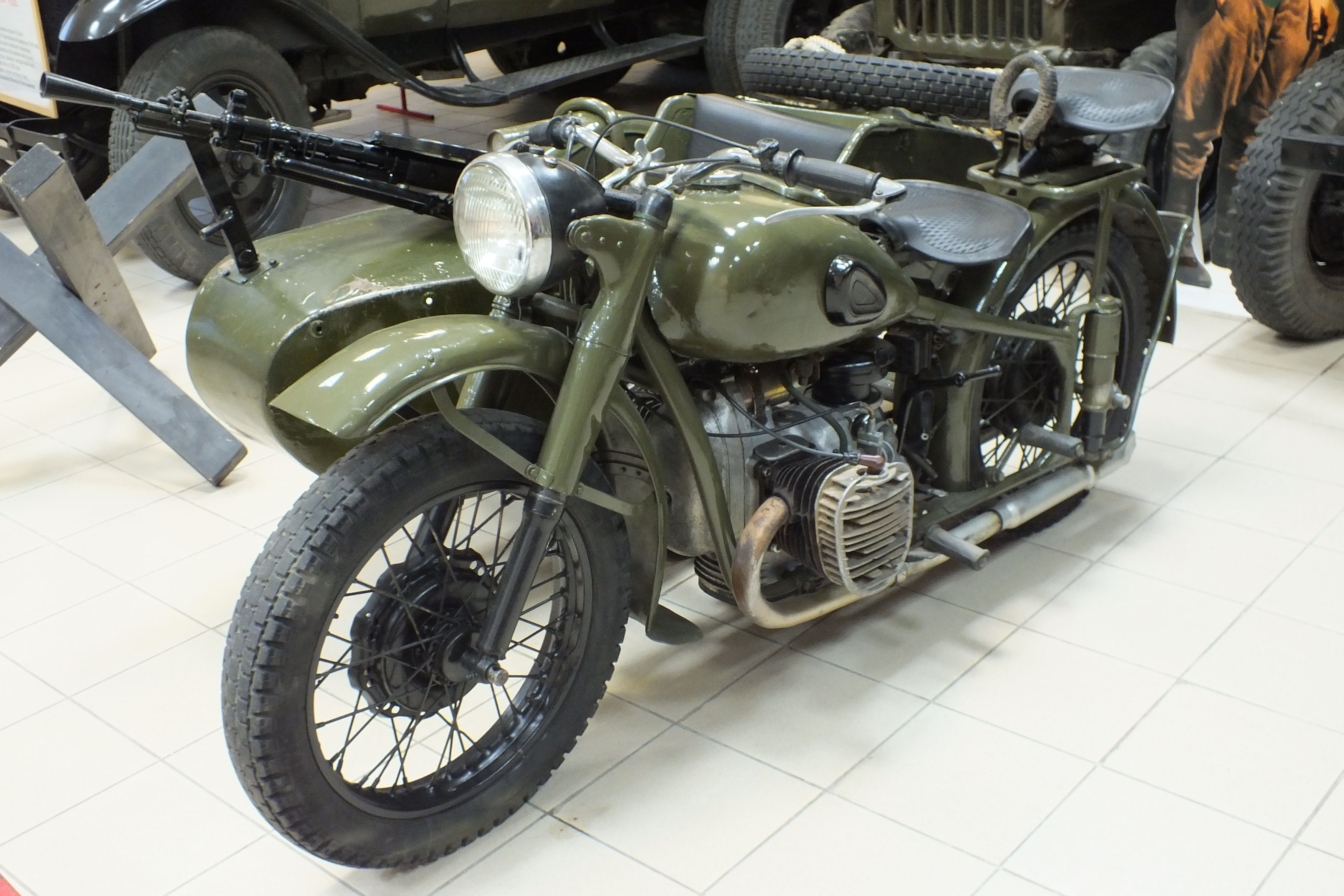
Мотоцикл М-72 с пулемётом ДП

По штату № 010/433 каждый отдельный мотоциклетный полк состоял из 10 танков типа Т-34 или «Валентайн IX», 13 бронетранспортёров типа «Скаут», 5 бронетранспортёров типа M2 или Mk I «Универсал», 3 бронеавтомобиля типа БА-64 и 214 мотоциклов при численности 1188 человек. Бойцы полка носили танкошлемы и комбинезоны.
На вооружении 4-го отдельного гвардейского мотоциклетного полка состояли советские мотоциклы М-72 и поставлявшиеся по ленд-лизу американские мотоциклы марки Harley-Davidson (около 250 единиц), автомобили Willys MB, самоходки СУ-57 и СУ-85, бронетранспортёры М3А1 и М1 (колёсные «скауты») и лёгкие танки «Валентайн». Также использовались трофейные мотоциклы марок BMW и Zündapp. В каждом батальоне две роты оснащались советскими мотоциклами типа М-72, третья — американскими Harley с цепной передачей и отечественными колясками. На каждом бронетранспортёре M3A1 были установлены два пулемёта: пулемёт Browning калибра 7,62 мм и пулемёт калибра 14,5 мм. Пулемёты перемешались на турели по стенке бронетранспортёра на подшипниках. Раций при этом на БТР не было: только командир роты имел своего связиста с рацией. Пулемётная рота ездила на автомобилях Willys MB и была оснащена как пулемётами ДШК, так и поставленными по ленд-лизу западными пулемётами. Из пулемётов типа ДП, установленных на все мотоциклы, возможно было вести стрельбу на ходу. Для ведения артиллерийского обстрела миномёты снимались с мотоциклов, чтобы не нагружать машины.
Известно, что перед началом Ясско-Кишинёвской операции в составе полка было десять самоходок СУ-57 и четыре 76-мм дивизионные пушки ЗиС-3. По данным на 5 декабря 1944 года, в окрестностях деревни Тоалмаш были сосредоточены 10 танков типа Mk IX «Валлентайн», 8 самоходок СУ-57, 8 миномётов калибром 82 мм, два орудия калибром 76 мм, 13 бронетранспортёров М3А1 и 88 мотоциклов. По данным на 12 декабря 1944 года, когда полк передислоцировался в район деревни Терешке, в его распоряжении было 7 танков типа Mk IX «Валлентайн» (два требовали ремонта, четыре отстали в пути из-за неисправностей), 5 джипов Willys с пулемётами, 8 бронетранспортёров M3A1 (все отстали в пути из-за неисправностей) и 83 мотоцикла, находившихся в местечке Хатван. По данным на 15—16 декабря, в боевой состав роты входили 11 танков Mk IX «Валлентайн» (4 из них требовали ремонта), два 76-мм орудия, две требовавшие ремонта самоходки СУ-57, 7 бронетранспортёров M3A1, 5 джипов Willys с пулемётами, 8 миномётов калибра 82 мм и 8 мотоциклов.
На 24 декабря в строю были по 8 танков типа Mk IX «Валлентайн» и бронетранспортёров M3A1, одна самоходка СУ-57, одно 76-мм орудие, восемь 82-мм миномётов, 6 джипов Willys с пулемётами и 104 мотоцикла. На 27 декабря в распоряжении полка были на ходу по 8 танков Mk IX «Валлентайн» (не считая двух на ремонте) и бронетранспортёров M3A1, одно 76-мм орудие, шесть 82-мм миномётов, семь джипов Wyllis с пулемётами и 118 мотоциклов. К 6 января, перед сосредоточением в Нана, в распоряжении полка находились 9 танков типа Mk IX, 8 бронетранспортёров M3A1, две самоходки СУ-57, одно 76-мм орудие, восемь 82-мм минометов, семь джипов Wyllis с пулемётами и 118 мотоциклов.
По данным на 29 января 1945 года, когда полк был переброшен из Ури в Тациошюли, в его распоряжении было 9 танков типа Mk IX «Валлентайн»; одна самоходка СУ-57; 10 бронетранспортёров М3А1, требовавших ремонта; 80 мотоциклов; 5 джипов Willys с пулемётами; два орудия калибром 76 мм и 8 миномётов калибром 82 мм. После того, как в танковой роте были подбиты или вышли из строя все «Валентайны», их заменили на Т-34.

## Комментарии
1. ↑  Подобный знак наносился на мотоциклы, о чём свидетельствуют фотографии[6]
2. 1 2 3  ЦАМО. Ф. 339. Оп. 5179. Д. 76. Л. 24. См. подробнее журнал боевых действий[9].
3. 1 2  ЦАМО. Ф. 339. Оп. 5179. Д. 76. Л. 25. См. подробнее журнал боевых действий[9].
4. 1 2 3  ЦАМО. Ф. 339. Оп. 5179. Д. 76. Л. 26. См. подробнее журнал боевых действий[9].
5. 1 2 3  ЦАМО. Ф. 339. Оп. 5179. Д. 76. Л. 27. См. подробнее журнал боевых действий[9].
6. ↑  ЦАМО. Ф. 339. Оп. 5179. Д. 76. Л. 28. См. подробнее журнал боевых действий[9].
7. 1 2  ЦАМО. Ф. 339. Оп. 5179. Д. 76. Л. 29. См. подробнее журнал боевых действий[9].
8. 1 2  ЦАМО. Ф. 339. Оп. 5179. Д. 76. Л. 30. См. подробнее журнал боевых действий[9].
9. 1 2  ЦАМО. Ф. 339. Оп. 5179. Д. 76. Л. 31. См. подробнее журнал боевых действий[9].
10. ↑  В один мотоциклетный батальон входили 3 роты (около 100 мотоциклистов с колясками)[5].
11. ↑  ЦАМО. Ф. 339. Оп. 5179. Д. 76. Л. 36. См. подробнее журнал боевых действий[9].